# Kanon Suzuki
Kanon Suzuki (鈴木香音?) es una excantante y actriz japonesa nacida el 5 de agosto de 1998 en la ciudad de Gamagōri, Aichi, Japón.
Suzuki es conocida principalmente por ser exmiembro del grupo  J-pop Morning Musume como parte de la novena generación. Fue parte del grupo desde el año 2011 al pasar la audición "Mōningu musume. No 9-ki menbā o boshū suru ōdishondesu". Posteriormente en 2016 anunció su graduación del grupo y de Hello! Project, y su concierto de graduación se llevó a cabo el 31 de mayo de 2016 en el Nippon Budokan.

## Biografía
El 2 de enero de 2011,Kanon Suzuki se presentó al público junto con sus otras tres compañeras de la novena generación de Morning Musume en el concierto llamado Hello! Project 2011 WINTER ~Kangei Shinsen Matsuri~. Fue la primera aparición en el escenario junto con sus compañeras Erina Ikuta, Riho Sayashi y Mizuki Fukumura.
El color que se le asignó dentro de la agrupación fue el color verde
- Datos: Q1201353